# 迪肯希德
迪肯希德是德国莱茵兰-普法尔茨州的一个市镇。总面积5.86平方公里，总人口725人，其中男性367人，女性358人（2011年12月31日），人口密度124人/平方公里。